# Успение Богородично (Литохоро)
Вижте пояснителната страница за други значения на Успение Богородично.
„Успение Богородично“ (на гръцки: Kοιμήσεως της Θεοτόκου) е православна църква край Литохоро, Егейска Македония, Гърция, част от Китроската, Катеринска и Платамонска епархия. Църквата е построена в 1902 година според ктиторския надпис. В архитектурно отношение представлява еднокорабна базилика, като апсидата има три слепи арки отвън. През средата храмът е преграден с дървен парапет. Църквата има дървено стълбище към женската църква и дървен таван. В 1995 година храмът е обявен за защитен паметник на културата.